# Střihoruký Homer
Střihoruký Homer v anglickém originále Homer Scissorhands) je 20. díl 22. řady (celkem 484.) amerického animovaného seriálu Simpsonovi. Scénář napsali Peter Gaffney a Steve Viksten a díl režíroval Mark Kirkland. V USA měl premiéru dne 8. května 2011 na stanici Fox Broadcasting Company a v Česku byl poprvé vysílán 22. září 2011 na stanici Prima Cool.

## Děj
Poté, co Bart a Líza omylem umažou barvou Pattyiny vlasy, Homer zahradnickými nůžkami ostříhá zbylé vlasy a zázračně je upraví. Selma požaduje, aby jí Homer také upravil vlasy, a brzy se stane nejoblíbenějším springfieldským kadeřníkem. Brzy upravuje vlasy Heleně Lovejoyové, Luann Van Houtenové, Manjule Nahasapímapetilonové a mnoha dalším ženám ve Springfieldu. Zjistí však, že ho poslouchání nejapného tlachání rozčiluje a zlobí. Dokonce se pokusí spáchat sebevraždu vypitím sklenice s dezinfekcí. Stěžuje si Vočkovi a ostatním barovým povalečům a Homer si uvědomí, že se na muže v baru nemůže ani podívat, aniž by na nich neviděl všechno, co se ženám nelíbí. Nakonec po prohlášení, že slyší, jak po městě rostou vlasy, Homer na večírku upraví Marge vlasy a předstírají, že účes místo ní vytvořil Julio. Julio je okamžitě obklopen ženami, které se dožadují, aby je také učesal. 
Mezitím Milhouse zažije životní změnu poté, co se od začátku dívá na Hledá se Nemo. Předtím se s Bartem dívali až od 2. kapitoly, která se odehrává poté, co zemřela Nemova matka. Rozhodne se, že když se smrt může stát rybě, může se stát každému, a rozhodne se žít každý den, jako by byl jeho poslední. Vyznává Líze lásku, a dokonce jí „složí“ milostnou píseň (jejíž melodie je zjevně plagiátem anglické lidové písně „Greensleeves“). Líza jeho lásku odmítá, ale jemu se podaří zapůsobit na dívku z páté třídy jménem Taffy. Taffy a Milhouse spolu začnou chodit, ale Líza se obává, že ho Taffy jen využívá, a začne je oba špehovat. Její výskyt Taffy rozčílí a ta usoudí, že Milhouse ji nikdy nebude milovat, protože je příliš posedlý Lízou, a odejde. Rozrušený Milhouse se ptá Lízy, jak moc ho chce v životě rozrušit. Líza, která se cítí provinile, že mu opravdu ublížila, mu dá pusu, aby se cítil lépe. Milhouse se zeptá, jestli to znamená, že ho má Líza ráda. Líza si zprvu není jistá, co má říct, nakonec řekne, že to znamená, že by neměl vzdávat hledání dalších dívek a že život mu může nabídnout nečekané věci. Milhouse pak spadne ze skály, ale zachrání ho orel. Líza se jen usměje a je ráda, že ho vidí rozveseleného.

## Produkce
Zápletka, kdy se Homer stane kadeřníkem, byla také nevyužitým nápadem na vedlejší příběh z epizody 4. řady Nová holka v ulici, když byl zamítnut plánovaný béčkový příběh, kdy se Homer hádá s Donem Ricklesem poté, co ho Rickles urazí během stand-up show. V roli Taffy hostuje Kristen Schaalová; její příjmení je v titulcích napsáno nesprávně jako Schall. Tabulový gag z následující epizody 500 klíčů byl napsán tak, aby tuto chybu opravil.

## Přijetí
V původním americkém vysílání 8. května 2011 vidělo díl asi 5,480 milionu domácností a získal rating 2,5 a 8% podíl mezi dospělými ve věku 18 až 49 let, což znamená, že ho vidělo 2,5 % všech diváků ve věku 18 až 49 let a 8 % všech diváků ve věku 18 až 49 let, kteří v době vysílání sledovali televizi. To znamenalo 7% pokles sledovanosti oproti předchozímu dílu.
Patrick D. Gaertner ze serveru Puzzled Pagan napsal: „Celá zápletka s Lízou je opravdu divná a mám pocit, že kdyby byla áčková a opravdu zkoumala podivný konflikt, do kterého se dostávají lidé ve věku Lízy a Milhouse, když nemohou přijít na to, co se děje s jejich emocemi. Ale takhle to bylo jen o tom, že se Líza zbláznila a pak si zahrávala s Milhouseovým srdcem, protože můžu říct, že v dalších dílech už tuhle problematiku nezkoumáme a pochybuju, že se k ní ještě někdy vrátíme. Ale skutečný problém, který s epizodou mám, je hlavní zápletka s Homerem. Je totiž tak neuvěřitelně divná. Homer zjistí, že má dar, ale nesnese pomyšlení, že by měl mluvit se ženami a vyslechnout si jejich problémy? Jo, trochu to dělají tak, že ženy ve Springfieldu jsou šílené a obtěžují Homera, aby jim dělal kadeřníka proti jeho vůli, ale to je šílené. Nevím, celý ústřední konflikt této epizody mi vadil a opravdu bránil tomu, aby tento díl fungoval na jakékoliv úrovni.“.